# بیوالی‌رودین
بیوالی‌رودین (به انگلیسی: Bivalirudin)  (با نام‌های تجاری Angiomax و Angiox) یک مهارکننده مستقیم ترومبین (DTI) است.
بیوالی‌رودین فاقد بسیاری از محدودیت‌هایی است که در مورد مهارکننده‌های غیرمستقیم ترومبین مانند هپارین دیده می‌شود. یک پپتید کوتاه و مصنوعی، یک مهارکننده قوی و بسیار اختصاصی ترومبین است که هم ترومبین در گردش و هم ترومبین متصل به لخته را مهار می‌کند، در حالی که فعال‌سازی و تجمع پلاکتی با واسطه ترومبین را نیز مهار می‌کند. بیوالی‌رودین شروع سریع اثر و نیمه عمر کوتاهی دارد. به پروتئین های پلاسما (به غیر از ترومبین) یا گلبول های قرمز متصل نمی شود؛ بنابراین، پاسخ ضد ترومبوتیک قابل پیش بینی دارد. هیچ خطری برای ترومبوسیتوپنی ناشی از هپارین یا سندرم ترومبوز-ترومبوسیتوپنی ناشی از هپارین وجود ندارد. به کوفاکتور اتصالی مانند آنتی ترومبین نیازی ندارد و پلاکت ها را فعال نمی کند. این ویژگی ها بیوالیرودین را جایگزین ایده آلی برای هپارین می کند.

## مکانیسم عمل
بیوالی‌رودین مستقیماً ترومبین را با اتصال ویژه به محل کاتالیزوری و محل اتصال آنیون ترومبین در گردش و ترومبین متصل به لخته، مهار می کند. ترومبین یک پروتئیناز سرین است که نقش اصلی را در فرآیند ترومبوز ایفا می کند. فیبرینوژن را به مونومرهای فیبرین می شکافد، فاکتور V, VIII، و XIII را فعال می کند و به فیبرین اجازه می دهد تا یک چارچوب پیوندی کووالانسی ایجاد کند که ترومبوز را تثبیت می کند. ترومبین همچنین باعث تولید بیشتر ترومبین می شود و پلاکت ها را فعال می کند و تجمع و آزادسازی گرانول را تحریک می کند. اتصال بیوالیرودین به ترومبین برگشت پذیر است زیرا ترومبین به آرامی پیوند بیوالی‌رودین-Arg3-Pro4 را می شکند و منجر به بازیابی عملکردهای محل فعال ترومبین می شود.